# Phạm Đình Cự
Phạm Đình Cự (sinh ngày 15 tháng 5 năm 1956) là cựu chính trị gia người Việt Nam. Ông từng giữ chức vụ Chủ tịch Ủy ban nhân dân tỉnh Phú Yên từ năm 2010 đến năm 2015.

## Tiểu sử
Phạm Đình Cự sinh ngày 15 tháng 5 năm 1956, quê quán tại xã Hòa Tân Tây, huyện Tây Hòa, tỉnh Phú Yên.
Ông tốt nghiệp Đại học chuyên ngành Thương nghiệp.
Ông là đảng viên Đảng Cộng sản Việt Nam.
Phạm Đình Cự từng giữ các chức vụ Bí thư Đảng ủy Dân chính Đảng tỉnh Phú Yên và Bí thư Thành ủy Tuy Hòa, Phú Yên.
Ngày 11 tháng 1 năm 2010, tại kì họp thứ 16 bất thường của Hội đồng nhân dân tỉnh Phú Yên khóa 5 nhiệm kì 2004-2011, các đại biểu Hội đồng nhân dân tỉnh Phú Yên đã bầu Phạm Đình Cự, Phó Bí thư Thường trực Tỉnh ủy Phú Yên, giữ chức vụ Chủ tịch Ủy ban nhân dân tỉnh Phú Yên nhiệm kì 2004-2011 thay cho ông Phạm Ngọc Chi nghỉ hưu. Lúc này ông có trình độ cử nhân Lí luận chính trị Đảng Cộng sản Việt Nam.
Sáng ngày 20 tháng 6 năm 2011, tại kì họp thứ nhất Hội đồng nhân dân tỉnh Phú Yên khóa 6, Phạm Đình Cự tái đắc cử chức vụ Chủ tịch Ủy ban nhân dân tỉnh Phú Yên khóa 6 nhiệm kì 2011-2016.
Sáng ngày 19 tháng 11 năm 2015, tại kì họp bất thường của Hội đồng nhân dân tỉnh Phú Yên, Phạm Đình Cự được các đại biểu Hội đồng nhân dân tỉnh Phú Yên bỏ phiếu miễn nhiệm chức danh Chủ tịch Ủy ban nhân dân tỉnh Phú Yên để ông nghỉ công tác chờ hưu. Thay thế Phạm Đình Cự là Hoàng Văn Trà được điều động từ địa phương khác.